# علامت قابیل (فیلم ۲۰۰۰)
علامت قابیل (انگلیسی: The Mark of Cain) فیلمی در ژانر مستند است که در سال ۲۰۰۰ منتشر شد.